# Ocean Software
Ocean Software (також Ocean Software Ltd. або Ocean of America, Inc., але часто називається просто Ocean) був одним з найбільших європейських розробників та видавців комп’ютерних ігор у 1980-х та 1990-х роках. Компанія опублікувала велику кількість відеоігор на основі популярних фільмів, а також порти ігор з ігрових автоматів.
Ocean розробила десятки ігор для таких платформ, як ZX Spectrum, Commodore 64, Amstrad CPC, Atari ST, Amiga, ПК, а також ігрові консолі, такі як Nintendo Entertainment System, Super Nintendo Entertainment System, Sega Master System та Sega Mega Drive.
У 1995 році Infogrames придбала Ocean Software, пізніше поглинула Atari і стала Atari.

## Ігри за фільмами
- The Addams Family
- Addams Family Values
- Animal
- Batman
- Cobra
- Cool World — NES[en], Super NES[en], Game Boy, Commodore 64, Amiga, Atari ST, MS-DOS[en]
- Darkman[en]
- Eek the Cat
- The Great Escape (1986)
- Highlander[en]
- Hook
- Jurassic Park
- Knight Rider
- Lethal Weapon
- Platoon (1988)
- Rambo[en]
- Rambo III
- RoboCop
- RoboCop 2
- RoboCop 3
- Short Circuit
- Total Recall
- The Transformers
- The Untouchables
- Waterworld

## Інші відомі ігри
- Beach Volley (1992)
- Buster Bros. (1990)
- Cabal (1989)
- Chase HQ (1988)
- Chase HQ II (1989)
- Cheesy (1996)
- Combat School (1987)
- Daley Thompson's Decathlon (1984)
- Daley Thompson's Olympic Challenge (1988)
- Daley Thompson's Supertest
- Eco (1987)
- EF2000 (1997)
- F29 Retaliator (1990)
- Gryzor (1987)
- Head Over Heels (1987)
- Hunchback (1984)
- Ivanhoe (1990)
- Inferno (1994)
- Last Rites (1997)
- Lost Patrol (1990)
- Midnight Resistance (1990)
- Mr. Nutz (1993)
- Mr. Nutz: Hoppin 'Mad (1994)
- Mr Wimpy (1984)
- New Zealand Story (1989)
- Operation Wolf (1989)
- Operation Thunderbolt (1990)
- Parasol Stars (1992)
- Pushover (1992)
- Putty Squad (1994)
- Rainbow Islands (1990)
- Shadow Warriors (1990)
- Sleepwalker (1993)
- Space Gun (1992)
- TFX (1993)
- Toki (1991)
- Where Time Stood Still (1987)
- Wizball (1988)
- Wizkid (1992)
- Worms (1995)
- WWF European Rampage Tour (1992)
- WWF WrestleMania (1991)

1. ↑  The Hit Squad — 1999.